# إقليم كليمنجارو
إقليم كليمنجارو (بالإنجليزية: Kilimanjaro Region) هو واحد من 31 إقليم إداري في تنزانيا برقم بريدي 25000. العاصمة الإقليمية وأكبر مدينة هي موشي. مع مؤشر HDI يبلغ 0.613، يُعد إقليم كليمنجارو واحد من أكثر المناطق تطوراً في تنزانيا. وفقًا للتعداد الوطني لعام 2012، كان عدد سكان الإقليم 1،640،087، وهو أقل من توقع ما قبل التعداد البالغ 1،702،207 الأعلى في البلاد.:page 2 كانت أيضًا ثامن أكثر الأقاليم كثافة سكانية حيث بلغت 124 شخصًا لكل كيلومتر مربع.

## المناطق
ينقسم الإقليم إدارياً إلى ست ولايات. يوجد في كل ولاية مجلس حكومي محلي واحد باستثناء ولاية موشي التي تضم مجلسين، أحدهما يعمل كعاصمة للمنطقة، تنقسم الولايات بدورها لأقسام.
| المنطقة (الولاية) | المركز    | المساحة  | السكان (إحصاء 2012) | الأقسام |
| ----------------- | --------- | -------- | ------------------- | ------- |
| موشي              | موشي      | 1300 كم² | 466.737 نسمة        | 31      |
| بلدية موشي        | موشي      | 63 كم²   | 184.292 نسمة        | 21      |
| هاي               | هاي مجيني | 902 كم²  | 210.533 نسمة        | 10      |
| سيها              | سانيا جو  | 1217 كم² | 116.131 نسمة        | 12      |
| رومبو             | ميشي      | 1471 كم² | 260.963 نسمة        | 24      |
| موانغا            | موانغا    | 1831 كم² | 131،442 نسمة        | 20      |
| سامي              | سامي      | 6221 كم² | 269.807 نسمة        | 31      |

## التاريخ
تأسس إقليم كليمنجارو رسميًا في عام 1963 من منطقتين: كليمنجارو وباري. كان الإقليم جزءًا من المقاطعة الشمالية في تنجانيقا ما قبل الاستقلال. شملت مقاطعات المقاطعة الشمالية أروشا ومبولو، بينما كانت مقاطعة باري جزءًا من مقاطعة تنجانيقا.
من بين المقاطعات الست في المنطقة، كان هناك أربعة مستوطنات تشاغا تقليديا، وهي منطقة هاي ومنطقة موشي ومنطقة رومبو ومنطقة سيها. المنطقتان الأخريان، مقاطعة موانجا ونفس المقاطعة، تضمنت تاريخيًا مستوطنات باري.
مع ذلك، خلال الحكم الاستعماري في أواخر القرن التاسع عشر حتى منتصف القرن العشرين، تم تقسيم المنطقة إلى منطقتين رئيسيتين: منطقة موشي، والتي كانت تتألف من جميع المناطق التي استوطنها شعب شاغا على سفوح الجبل، ومقاطعة باري، التي كانت مستوطنة لقبيلة باري. كانت المنطقة، منذ العصور السابقة، قد استوطنت من قبل الناس الذين يطلق عليهم مجتمعين اسم شاغا والماساي ووأكوافي ووأروشا (في الأجزاء السفلية من جبل كليمنجارو) وباري على جبال باري. لقد كانت تتداخل وتتاجر بل وتتقاتل من وقت لآخر لأسباب اجتماعية وسياسية مختلفة. في وقت لاحق، هاجرت القبائل الأخرى أيضًا إلى المنطقة. كما أن منطقة كليمنجارو تنعم بامتلاكها أعلى جبل في جميع أنحاء البلدان الأفريقية.

## الجيولوجيا

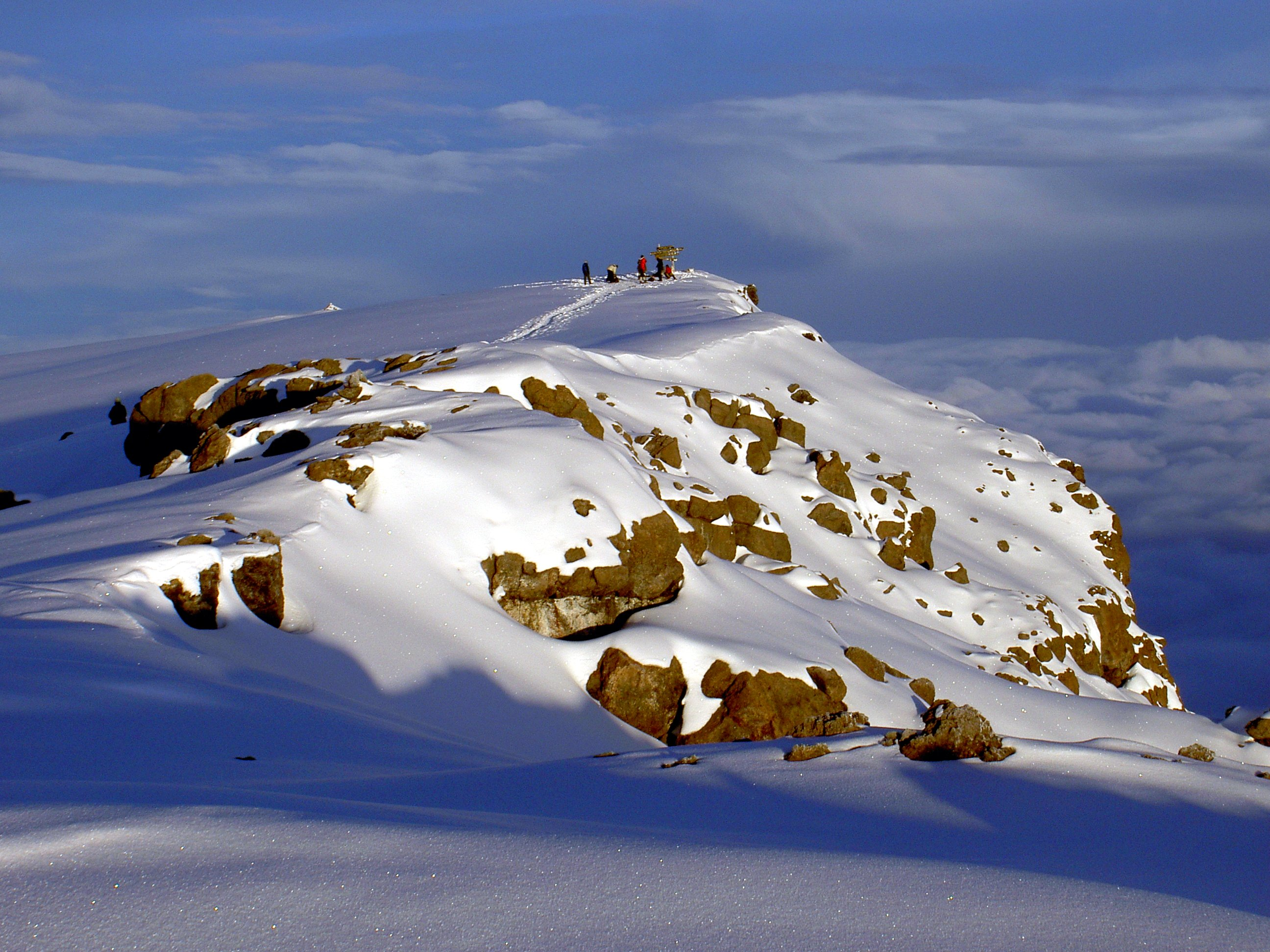
قمة كليمنجارو مغطاة بالثلوج

يقع جبل كليمنجارو على تقاطع خط الصفائح التكتونية على بعد 80 كيلومترًا (50 ميلًا) شرق وادي ريفت النشط تكتونيًا. يعود تاريخ النشاط الذي أدى إلى إنشاء هذا البركان إلى أقل من مليون عام. فومارول البخار والكبريت هنا يدل على النشاط المتبقي.
في إحدى المراحل، كانت معظم قمة كليمنجارو مغطاة بغطاء جليدي، ربما كان عمقه أكثر من 100 متر. امتدت الأنهار الجليدية إلى أسفل الجبل لتشكل ارتفاعات ركام، والتي يمكن رؤيتها بوضوح الآن على الأجنحة الجنوبية وصولاً إلى حوالي 4 000 متر. في الوقت الحاضر، لم يتبق سوى جزء صغير من الغطاء الجليدي.